# Kollektivt minne
Kollektivt minne benämns den minnesbank som delas av två eller flera medlemmar i en grupp, men även av befolkningar i hela städer eller länder. Det förändras över tid då vi som grupp glömmer saker, underhåller vissa delar och repeterar in andra, både medvetet och omedvetet.
Det engelska uttrycket "collective memory" och det motsvarande franska uttrycket "la mémoire collective" dök upp under andra hälften av 1800-talet. Filosofen och sociologen Maurice Halbwachs analyserade och utvecklade begreppet kollektivt minne i boken Les cadres sociaux de la mémoire (1925). Kollektiva minnen kan konstrueras, delas och föras vidare av stora och små sociala grupper. Exempel på dessa grupper kan vara nationer, generationer, samhällen m.m. Kollektivt minne har varit föremål för intresse och forskning inom ett antal discipliner, inklusive psykologi, sociologi, historia, filosofi och antropologi.

### Allmänna studier
- Assmann, Jan: Religion and Cultural Memory: Ten Studies, Stanford University Press 2005
- Barash, Jeffrey Andrew: Collective Memory and the Historical Past, Chicago and London, University of Chicago Press, 2016
- Corning, Amy / Schuman, Howard: Generations and Collective Memory, Chicago: University of Chicago Press, 2015
- Halbwachs, Maurice: On Collective Memory, University of Chicago Press, 1992, ISBN 0-226-11596-8
- Pennebaker, James W. / Paez, Dario. Rime, Bernard: Collective Memory of Political Events: Social Psychological Perspectives, Mahwah, New Jersey. Lawrence Erlbaum Associates: 1997

### Fallstudier
- Bayer, Yaakov M. (2016). Memory and belonging: The social construction of a collective memory during the intercultural transition of immigrants from Argentina in Israel. Journal of Multidisciplinary Research, 8(1), 5-27.
- Beiner, Guy: Remembering the Year of the French: Irish Folk History and Social Memory . Madison: University of Wisconsin Press, 2007
- Beiner, Guy:  Forgetful Remembrance: Social Forgetting and Vernacular Historiography. Oxford: Oxford University Press, 2018
- Cole, Jennifer: Forget colonialism? : sacrifice and the art of memory in Madagascar, Berkeley [etc.] : Univ. of California Press, 2001
- Fitsch, Matthias: The Promise of Memory: History and Politics in Marx, Benjamin, and Derrida, State University of New York Press, 2006
- Lipsitz, George: Time Passages : Collective Memory and American Popular Culture, Minneapolis. University of Minnesota Press: 2001.
- Neal, Arthur G.: National Trauma and Collective Memory: Major Events in the American Century. Armonk, N.Y. M.E. Sharpe: 1998
- Olick, Jeffrey K.: The Politics of Regret: On Collective Memory and Historical Responsibility, Routledge, 2007
- Olick, Jeffrey K.: In the House of the Hangman: The Agonies of German Defeat,1943-1949, University of Chicago Press, 2005.
- Sorek, Tamir: Palestinian Commemoration in Israel: Calendars, Monuments, and Martyrs. Stanford, CA: Stanford University Press, 2015
- Tillack-Graf, Anne-Kathleen: Erinnerungspolitik der DDR. Dargestellt an der Berichterstattung der Tageszeitung „Neues Deutschland“ über die Nationalen Mahn- und Gedenkstätten Buchenwald, Ravensbrück und Sachsenhausen. Frankfurt am Main: Peter Lang, 2012

### Handböcker
- Blazek, Ron and Perrault, Anna. United States History: A Selective Guide to Information Sources. Englewood, Colorado. Libraries Unlimited, 1994
- Encyclopedia of American Social History. Ed. Mary Clayton et al. 3 vols. New York: Scribner, 1993
- Erll, Astrid and Nünning, Ansgar. A Companion to Cultural Memory Studies. Walter De Gruyter, 2010
- Olick, Jeffrey K., Vered Vinitzky-Seroussi, and Daniel Levy, eds. The Collective Memory Reader. Oxford University Press, 2011
- Prucha, Francis Paul. Handbook for Research in American History: A Guide to Bibliographies and Other Reference Works. University of Nebraska Press, 1987

### Psykologiska metoder
- Choi, H. Y., Blumen, H. M., Congleton, A. R., & Rajaram, S. (2014). The role of group configuration in the social transmission of memory: Evidence from identical and reconfigured groups. Journal of Cognitive Psychology, 26 (1), 65–80.
- Coman, A. (2015). The psychology of collective memory. In: James D. Wright (editor-in-chief), International Encyclopedia of the Social & Behavioral Sciences (2nd Ed.), Vol. 4, Oxford: Elsevier. pp. 188–193.
- Coman, A. & Momennejad, I, Geana, A, Drach, D.R. (2016). Mnemonic convergence in social networks: the emergent properties of cognition at a collective level. Proceedings of National Academy of Sciences, 113 (29), 8171–8176.
- Congleton, A. R., & Rajaram, S. (2014). Collaboration changes both the content and the structure of memory: Building the architecture of shared representations. Journal of Experimental Psychology: General, 143 (4), 1570–1584.
- Hirst W., Manier D. (2008). Towards a psychology of collective memory. Memory, 16, 183–200.
- Hirst, W., Yamashiro, J., Coman, A. (2018). Collective memory from a psychological perspective. Trends in Cognitive Sciences, 22 (5), 438–451.
- Licata, Laurent and Mercy, Aurélie: Collective memory (Social psychology of), International Encyclopedia of the Social & Behavioral Sciences, 2nd edition. Elsevier. 2015.
- Wertsch, J. V., & Roediger, H. L. (2008). Collective memory: Conceptual foundations and theoretical approaches. Memory, 16(3), 318–326.
- Rajaram, S., & Pereira-Pasarin, L. P. (2010). Collaborative memory: Cognitive research and theory. Perspectives on Psychological Science, 5(6), 649–663.
- Roediger, H. L., & Abel, M. (2015). Collective memory: A new arena of cognitive study. Trends in Cognitive Sciences, 19(7), 359–361.
- Weldon, M. S., & Bellinger, K. D. (1997). Collective memory: Collaborative and individual processes in remembering. Journal of Experimental Psychology: Learning, Memory, and Cognition, 23(5), 1160–1175.